# Радвани-Заоже
Радвани-Заоже (пол. Radwany-Zaorze) — село в Польщі, у гміні Шумово Замбровського повіту Підляського воєводства.
Населення — 103 особи (2011).
У 1975-1998 роках село належало до Ломжинського воєводства.

## Демографія
Демографічна структура станом на 31 березня 2011 року:
|          | Загалом | Допрацездатний вік | Працездатний вік | Постпрацездатний вік |
| -------- | ------- | ------------------ | ---------------- | -------------------- |
| Чоловіки | 52      | 16                 | 29               | 7                    |
| Жінки    | 51      | 11                 | 25               | 15                   |
| Разом    | 103     | 27                 | 54               | 22                   |